# Jamalpur (Bihar)
Jamalpur ist eine Stadt im Bundesstaat Bihar im Osten Indiens. Sie ist Teil des Distrikt Munger. Jamalpur hat den Status eines City Council (Nagar parishad). Die Stadt ist in 36 Wards gegliedert. Sie ist ungefähr 199 km von Bihars Hauptstadt Patna entfernt.  Die Stadt bildet mit dem benachbarten Munger eine Zwillingsstadt.

## Demografie
Die Einwohnerzahl der Stadt liegt laut der Volkszählung von 2011 bei 105.434. Jamalpur hat ein Geschlechterverhältnis von 880 Frauen pro 1000 Männer und damit einen für Indien üblichen Männerüberschuss. Die Alphabetisierungsrate lag bei 86,5 % im Jahr 2011. Knapp 94,6 % der Bevölkerung sind Hindus, ca. 4,3 % sind Muslime und ca. 1,1 % gehören anderen Religionen an. 14,2 % der Bevölkerung sind Kinder unter 6 Jahren. 12,1 % der Bevölkerung waren Teil der Scheduled Castes.

## Bildung
Jamalpur ist der Standort des Indian Railways Institute of Mechanical and Electrical Engineering, welches von Indian Railways betrieben wird und mehr als 25.000 Personen beschäftigt.